# Schmitz Cargobull
Schmitz Cargobull AG je nemški proizvajalec prikolic, polpriklopnikov, šasij in kesonov za tovornjake. Zametki podetja segajo v leto 1892, ko je Heinrich Schmitz začel graditi železniške vagone, kasneje pa prikolice za tovornjake. 
Leta 2007/2008 je podjetje zgradilo okrog 66500 vozil in preseglo €2 milijardi prihodkov.